# Brgud
Brgud falu Horvátországban Zára megyében. Közigazgatásilag Benkovachoz tartozik.

## Fekvése
Zárától légvonalban 42, közúton 52 km-re, községközpontjától 12 km-re keletre, Dalmácia északi részén, Bukovica tájegységen fekszik.

## Története
A római korban itt húzódott Asseria város határa. Ezt igazolja az 1970-ben itt a Čalići településrészen talált római feliratos határkő. Brgud határában az azonos nevű hegyen állt Jarebinjak vára is, melyet még a liburnok építettek és eredeti formájában az i. e. 1. századig állt. Területén görög eredetű cseréptöredékek kerültek elő és valószínűleg fejlett kézművessége volt. Békésebb időkben a lakosság lehúzódott a vár lábánál épített településre. A vár későbbi népességéről tanúskodik egy 6. századi gepida készítésű íves fibula. Környékén valószínűsítik a római város Alveria helyét, sőt egyes szakértők egyenesen Jarebinjak romjaival azonosítják Alveria maradványait. A vár a középkorig állt. A környékbeli településekkel együtt 1527-ben elfoglalta a török, akik a határ megerősítésére egy hengeres toronyvárat építettek ide. Ennek maradványai még ma is láthatók. 1797-ig a Velencei Köztársaság része volt. Miután a francia seregek felszámolták a Velencei Köztársaságot a campo formiói béke értelmében osztrák csapatok szállták meg. 1806-ban a pozsonyi béke alapján az Első Francia Császárság Illír Tartományának része lett. 1815-ben a bécsi kongresszus újra Ausztriának adta, amely a Dalmát Királyság részeként Zárából igazgatta 1918-ig. A településnek 1857-ben 383, 1910-ben 650 lakosa volt. Az első világháború után előbb a Szerb-Horvát-Szlovén Királyság, majd Jugoszlávia része lett. A második világháború idején 1941-ben a szomszédos településekkel együtt Olaszország fennhatósága alá került. Az 1943. szeptemberi olasz kapituláció után újra Jugoszlávia része lett. 1991-ben lakosságának 99 százaléka szerb nemzetiségű volt. 1991 szeptemberében a település szerb igazgatás alá került és a Krajinai Szerb Köztársaság része lett. 1995 augusztusában a Vihar hadművelet során foglalta vissza a horvát hadsereg. Szerb lakossága elmenekült. A falunak 2011-ben 13 lakosa volt, akik főként mezőgazdasággal és állattartással foglalkoztak.

## Lakosság
| Lakosság változása | Lakosság változása | Lakosság változása | Lakosság változása | Lakosság változása | Lakosság változása | Lakosság változása | Lakosság változása | Lakosság változása | Lakosság változása | Lakosság változása | Lakosság változása | Lakosság változása | Lakosság változása | Lakosság változása | Lakosság változása |
| ------------------ | ------------------ | ------------------ | ------------------ | ------------------ | ------------------ | ------------------ | ------------------ | ------------------ | ------------------ | ------------------ | ------------------ | ------------------ | ------------------ | ------------------ | ------------------ |
| 1857               | 1869               | 1880               | 1890               | 1900               | 1910               | 1921               | 1931               | 1948               | 1953               | 1961               | 1971               | 1981               | 1991               | 2001               | 2011               |
| 383                | 661                | 446                | 519                | 649                | 650                | 957                | 756                | 707                | 749                | 786                | 762                | 709                | 611                | 3                  | 13                 |

## Nevezetességei
- A Feltámasztott Szent Lázár tiszteletére szentelt szerb pravoszláv temploma 1689-ben épült. Mai formájában 1861-ben lett készen, melyről a déli bejárat feletti felirat tanúskodik. Egyhajós, kőből épített keletelt templom, félköríves apszissal, a homlokzat feletti harangtornyában két harang található. Ablakai a hosszú oldalakon vannak, míg az apszison csak három szűk monofóra található. Szerény ikonosztázát ismeretlen festő készítette. A templom körül temető található.
- A török által épített hengeres torony a falutól északra emelkedő magaslaton áll.
- A Jarebinjak nevű magaslaton ókori erődített település maradványai találhatók, melyet néhányan a római Alveria városnak tartanak.